# Cantone di Hagetmau
Il Cantone di Hagetmau era una divisione amministrativa dell'arrondissement di Mont-de-Marsan.
È stato soppresso a seguito della riforma complessiva dei cantoni del 2014, che è entrata in vigore con le elezioni dipartimentali del 2015.
Comprendeva i comuni di:
- Aubagnan
- Castelner
- Cazalis
- Hagetmau
- Horsarrieu
- Labastide-Chalosse
- Lacrabe
- Mant
- Momuy
- Monget
- Monségur
- Morganx
- Peyre
- Poudenx
- Saint-Cricq-Chalosse
- Sainte-Colombe
- Serres-Gaston
- Serreslous-et-Arribans